# گریز (آلبوم انریکه ایگلسیاس)
گریز (به انگلیسی: Escape) آلبومی اثر انریکه ایگلسیاس است که در سال ۲۰۰۱ ضبط شد. در سال ۲۰۰۲ نسخهٔ ویژهٔ این آلبوم با دو آهنگ اضافی با نام‌های «شاید» و «به عشق یک زن» منتشر شد.
آلبوم گریز یکی از بهترین البوم‌های انریکه ایگلسیاس به‌شمار می‌آید این آلبوم در جدول‌های بهترین البوم‌های انگلستان و استرالیا رتبه اول را به دست آورد و در بیلبورد هات دویست رتبه دوم را به دست اورد۱۲میلیون نسخه ازاین آلبوم در کل دنیا به فروش رسیده‌است از بهترین اهنگهای این آلبوم می‌توان به اهنگهای قهرمان و شاید و عشق به دیدن گریه‌های تو و گریز نام برد موفق‌ترین آهنگ آلبوم آهنگ قهرمان بود که در انگلستان رتبه اول را به دست آورد و در بیلبورد هات صد رتبهٔ سوم در استرالیا و کانادا رتبهٔ اول را به دست آورد گفته شده‌است ۸میلیون نسخه ازاین آهنگ به فروش رفته‌است.